# Afrotyphlops bibronii
Afrotyphlops bibronii är en ormart som beskrevs av Smith 1846. Afrotyphlops bibronii ingår i släktet Afrotyphlops och familjen maskormar. Inga underarter finns listade i Catalogue of Life.
Arten når en längd av 35 till 40 cm. Ögonen är endast små punkter som ligger under huden. I underkäken finns inga tänder. Kroppsfärgen är brun med en ljusare undersida. Typisk är en kort och spetsig svans.
Denna orm förekommer i östra Sydafrika, i Lesotho och Swaziland. Kanske når den även Moçambique. Arten lever i låglandet och i bergstrakter upp till 2000 meter över havet. Individerna vistas i olika landskap och de gräver främst i marken. De hittas ofta i termitstackar men de äter även andra ryggradslösa djur. Honor lägger ägg.
För beståndet är inga hot kända. Hela populationen anses vara stabil. IUCN listar arten som livskraftig (LC).